# Johann von Virneburg
Johann von Virneburg (* 13. oder 14. Jahrhundert; † 23. Juni 1371 in Utrecht) war 1362/1363 gewählter aber nicht päpstlich anerkannter Erzbischof von Köln sowie als Johann I. 1363 bis 1364 Bischof von Münster und als Johann V. danach Bischof von Utrecht.

## Leben
Johann stammte aus dem Adelsgeschlecht Virneburg aus der Eifel. Sein Vater war Robert III. von Virneburg. Der Aufstieg Johanns wurde durch den gleichnamigen Propst und Domdechanten Johann von Virneburg d. Ä. gefördert. Wie sein Onkel wurde der jüngere Johann Domdechant in Köln.

### Erwählter Kölner Erzbischof
Nach dem Tod des Erzbischofs Wilhelm von Gennep betrieb Dompropst Wilhelm von Schleiden die Wahl Johanns von Virneburg zum Kölner Erzbischof. Er wurde tatsächlich gewählt. Nicht zuletzt finanziell unterstützt wurde die Wahl von Graf Gerhard von Virneburg und weiteren Verwandten. Allerdings war ein Teil des Domkapitels mit der Wahl nicht einverstanden. Diese erklärten sich für Bischof Engelbert von Lüttich. Beide Seiten wandten sich an den Papst in Avignon. Johann von Virneburg erschien sogar persönlich bei der Kurie. Es kam aber zu keiner Entscheidung, da Papst Innozenz VI. inzwischen verstorben war. Johann kehrte nach Köln zurück und trat weiterhin als Elekt auf und hat durch seinen prunkvollen Lebenswandel die Finanzen des Bistums belastet. Er vergab auch einen beträchtlichen Teil des Kirchenbesitzes an Verwandte.
Papst Urban V. bestimmte statt ihm Adolf von der Mark zum Erzbischof von Köln. Im Gegenzug wurde Johann von Virneburg 1363 Bischof von Münster, wo Adolf zuvor amtiert hatte. Adolf stieß bei seiner Amtsübernahme in Köln auf Widerstand von Johann von Virneburg, der sich weiter als Administrator des Erzbistums verstand. Erst nachdem Adolf die Schenkungen an die Verwandten Johanns anerkannte, gab Johann nach. Damit der Verlust des Erzstiftes nicht zu schmerzlich ausfiel, gestand ihm der Papst für sechs Jahre weiterhin die Einkünfte eines Kölner Domdechanten zu.

### Bischof in Münster
In Münster stieß er auf Widerstände und war dem Amt nicht gewachsen. Über seine Zeit dort ist wenig bekannt, außer dass er den nicht mehr genutzten Bischofspalast am Dom für 100 Mark verkaufte. Stattdessen wurde er vom Papst zum Bischof von Utrecht ernannt.

### Bischof in Utrecht
Seit 1364 war Johann von Virneburg Bischof in Utrecht. Es gelang ihm nicht, seine Autorität als Landesherr gegen das Domkapitel, den Adel und das Stadtbürgertum durchzusetzen. Seit den ersten Jahren seiner Amtszeit kam es zu Plünderungen und Brandschatzungen von Seiten bischofsfeindlicher Adeliger. Im Jahr 1368 wurde er auf Schloss Goor gefangen genommen und nur gegen ein hohes Lösegeld freigelassen. Dies zwang ihn, Rechte und Besitzungen zu verpfänden, was wiederum zur Erhöhung der Schulden des Bistums beitrug. Auch von äußeren Ereignissen wurde seine Amtszeit überschattet, etwa von der Pest und von verheerenden Überschwemmungen. Nach Streitigkeiten mit dem Domkapitel und Albrecht von Bayern (als Graf von Holland, Zeeland und Hennegau sowie Herr von Friesland) starb er unerwartet 1371. Es ist unklar, ob er an Schwermut oder Gift starb.
Im Utrechter Dom erhielt er ein wenig aufwendiges Grab, von dem keine Spuren erhalten sind.